# Martiniano Rodríguez
Martiniano Rodríguez (Paraná, provincia de Entre Ríos, 1794 - Chapaleofú, provincia de Buenos Aires, 1841) fue un militar argentino, que se destacó en las luchas contra los indígenas del sur de su país.

## Biografía
Se enroló en el regimiento de Dragones de la provincia de Santa Fe 1810, para prestar servicio en lugar de los soldados que hicieron la Expedición de Belgrano al Paraguay.
En 1814 se unió a los rebeldes federales dirigidos por Eusebio Hereñú y participó en las batallas de Espinillo y Mandisoví a sus órdenes. Pasó después a las fuerzas de José Artigas, participando en la guerra contra la invasión portuguesa hasta la derrota de Tacuarembó.
Acompañó a Artigas en su guerra contra Francisco Ramírez, y tras la derrota se incorporó a las fuerzas de la República de Entre Ríos. Tras la desaparición de esta, el gobernador Lucio Norberto Mansilla, viendo que tenía demasiados soldados a sus órdenes, entregó a la provincia de Buenos Aires un regimiento de caballería, con sus hombres, sus armas y sus caballos, a cambio de un subsidio a su provincia.
Al mando del comandante Anacleto Medina, ese regimiento participó en las campañas al desierto del sur de Buenos Aires a partir de 1823, y ayudó a fundar la actual ciudad de Tandil. Unos años más tarde, el regimiento fue destrozado por los indígenas en Toldos Viejos – actualmente partido de Pila – y sus efectivos se vieron muy reducidos. Pasó a órdenes del coronel Federico Rauch, y luego a las de Ramón Bernabé Estomba, con el que participó en la fundación de Bahía Blanca. Cuando los Pincheira atacaron la nueva fundación, la caballería de Rodríguez lo derrotó completamente.
Al ser derrocado el gobernador Manuel Dorrego por Juan Lavalle, Estomba partió hacia el norte, para enfrentar la resistencia de los federales. Bahía Blanca quedó al mando de Andrés Morel, que a principios de enero de 1829 decidió también salir hacia el norte con casi todas las tropas que quedaban, entre las cuales se contaba Rodríguez. Fueron alcanzados muy cerca de la ciudad por los indígenas, que les causaron muchas bajas. Morel murió en combate y Rodríguez – aunque herido de gravedad – quedó al mando de las tropas, con las que regresó a Bahía Blanca. Allí logró rechazar un nuevo ataque indígena.
A fines de ese año fue nombrado oficialmente comandante de Bahía Blanca por el gobernador Viamonte, y ascendido al grado de teniente coronel. Hizo varias campañas contra los indígenas de las inmediaciones, y venció al cacique Martín Toriano en Mamul Mapu, tomándole mil prisioneros; al día siguiente lo hizo fusilar. Por esa victoria fue ascendido al grado de coronel.
Participó en la campaña de Rosas al Desierto, y a su regreso continuó en el mando de Bahía Blanca, desde donde hizo varias campañas contra los indios de los caciques ranqueles Yanquetruz y Painé. En noviembre de 1835 atacó los toldos de Yanquetruz y — si bien éste logró escapar — rescató muchos cautivos y tomó más de 300 prisioneros.
En 1841, mientras realizaba una campaña contra los indígenas del centro de la provincia, contrajo una enfermedad fulminante, de la que falleció a los pocos días junto al arroyo Chapaleofú, cerca del actual pueblo de Rauch.